# Balthazar de Miollis
Pour les articles homonymes, voir Miollis.
Balthazar de Miollis, né le 15 août 1749 à Aix-en-Provence (Bouches-du-Rhône), mort le 14 janvier 1827 à Venelles (Bouches-du-Rhône), est un adjudant-général du Premier Empire français.

## États de service
Il entre au service en 1769 comme sous-lieutenant au régiment d'Angoumois et il reçoit son brevet de capitaine le 6 janvier 1787 au même régiment. Il est fait chevalier de Saint-Louis en 1792.
Il est nommé chef de bataillon à la 147e demi-brigade le 24 août 1793, il est promu général de brigade le 19 avril 1795. Non confirmé dans son grade de général, il redevient chef de bataillon le 13 juin suivant puis il passe chef de brigade le 20 septembre 1796.
Le 21 septembre 1805 il est nommé adjudant-général, commandant à Civitavecchia. Il est admis à la retraite le 1er octobre 1810.
Il meurt le 14 janvier 1827, à Venelles.

## Famille
Il est le fils de Joseph-Laurent de Miollis (1715-1792), lieutenant-général civil et criminel en la sénéchaussée d'Aix, conseiller au Parlement de Provence, et de Marie-Thérèse-Delphine Boyer de Fonscolombe (fille d'Honoré Boyer de Fonscolombe (en)). Plusieurs de ses frères se distinguent :
- Honoré-Gabriel de Miollis (1758-1830), homme politique, préfet du Finistère, baron en 1830 ;
- Sextius Alexandre François de Miollis (1759-1828), général de division, comte de l'Empire ;
- Bienvenu de Miollis (1753-1843), évêque de Digne.

### Sources et bibliographie
- (en) « Generals Who Served in the French Army during the Period 1789 - 1814: Eberle to Exelmans ».
- Balthasar de Miollis  sur roglo.eu.
- Côte S.H.A.T.: 20 YD 75.
- Léon Hennet, État militaire de France pour l’année 1793, Siège de la société, Paris, 1903, p. 149.
- Georges Six, Dictionnaire biographique des généraux et amiraux de la Révolution et de l'Empire, Georges Saffroy éditeurs, Paris 1934.